# Villa Clivio
La Villa Clivio è una storica residenza art nouveau della città di Lussemburgo.

## Storia
La villa venne eretta nel 1908 come propria residenza personale dall'imprenditore edile italiano Cesare Clivio.
Negli anni 1930, Clivio vendette la casa alla famiglia Gutenkauf. Questa vi abitò fino al 1960-1961, dopodiché la vendette a un'impresa. Successivamente, la casa rimase vuota per anni, deteriorandosi sempre di più. A metà degli anni 1980, la Cassa di Risparmio la acquistò e la fece restaurare.

## Descrizione
L'edificio si trova sulla rue Goethe nel quartiere di Gare.
La villa presenta un marcato stile art nouveau.

## Galleria d'immagini

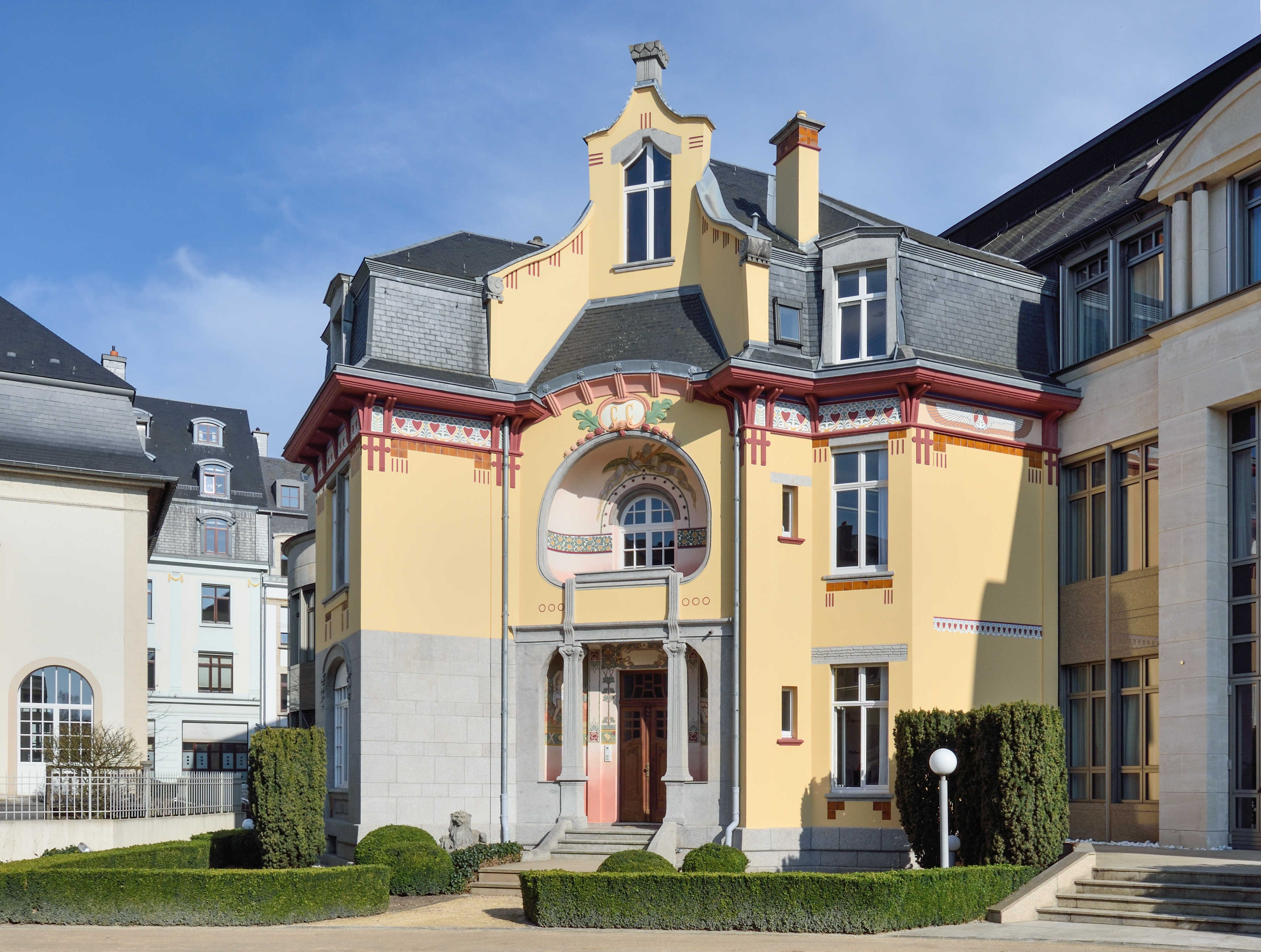
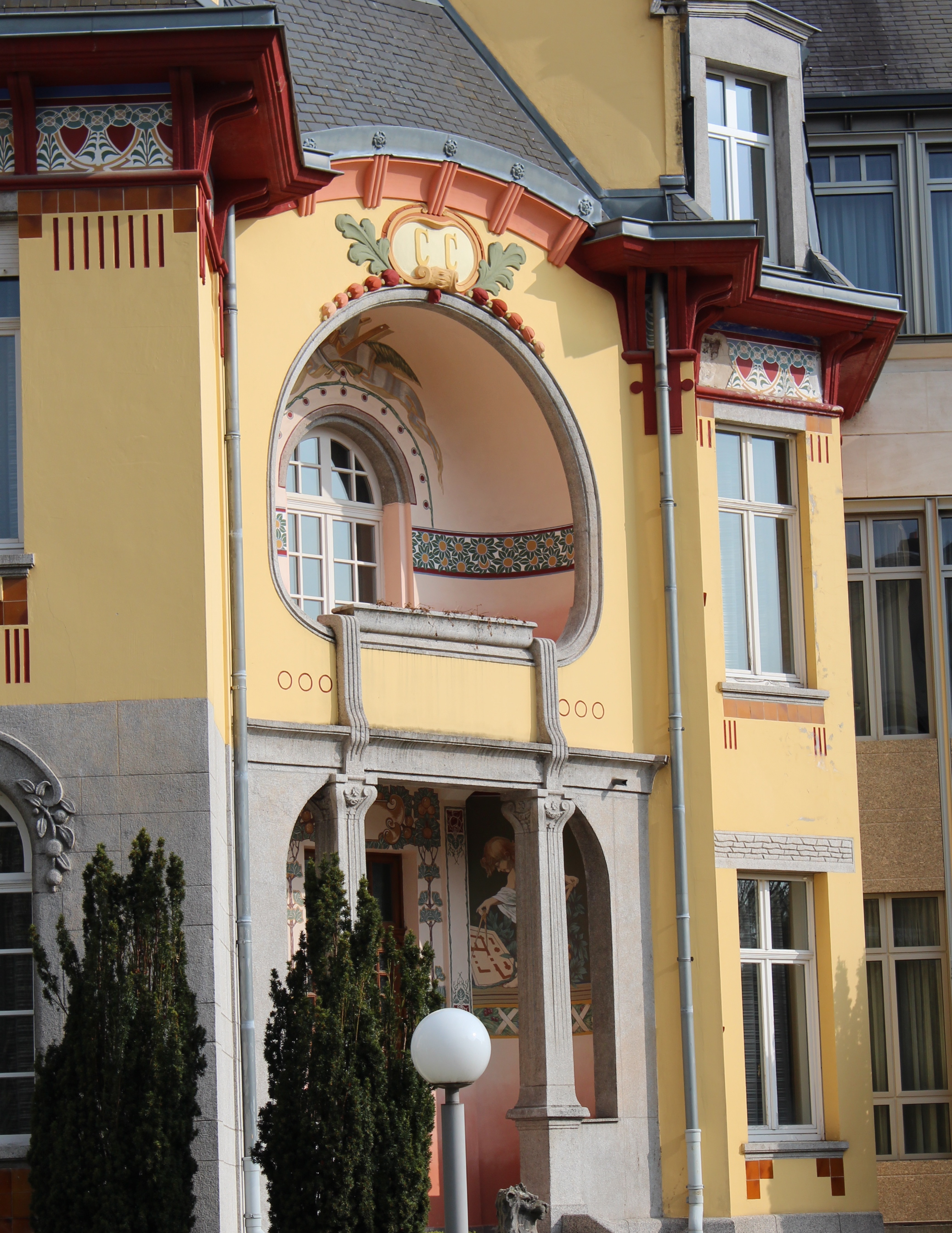
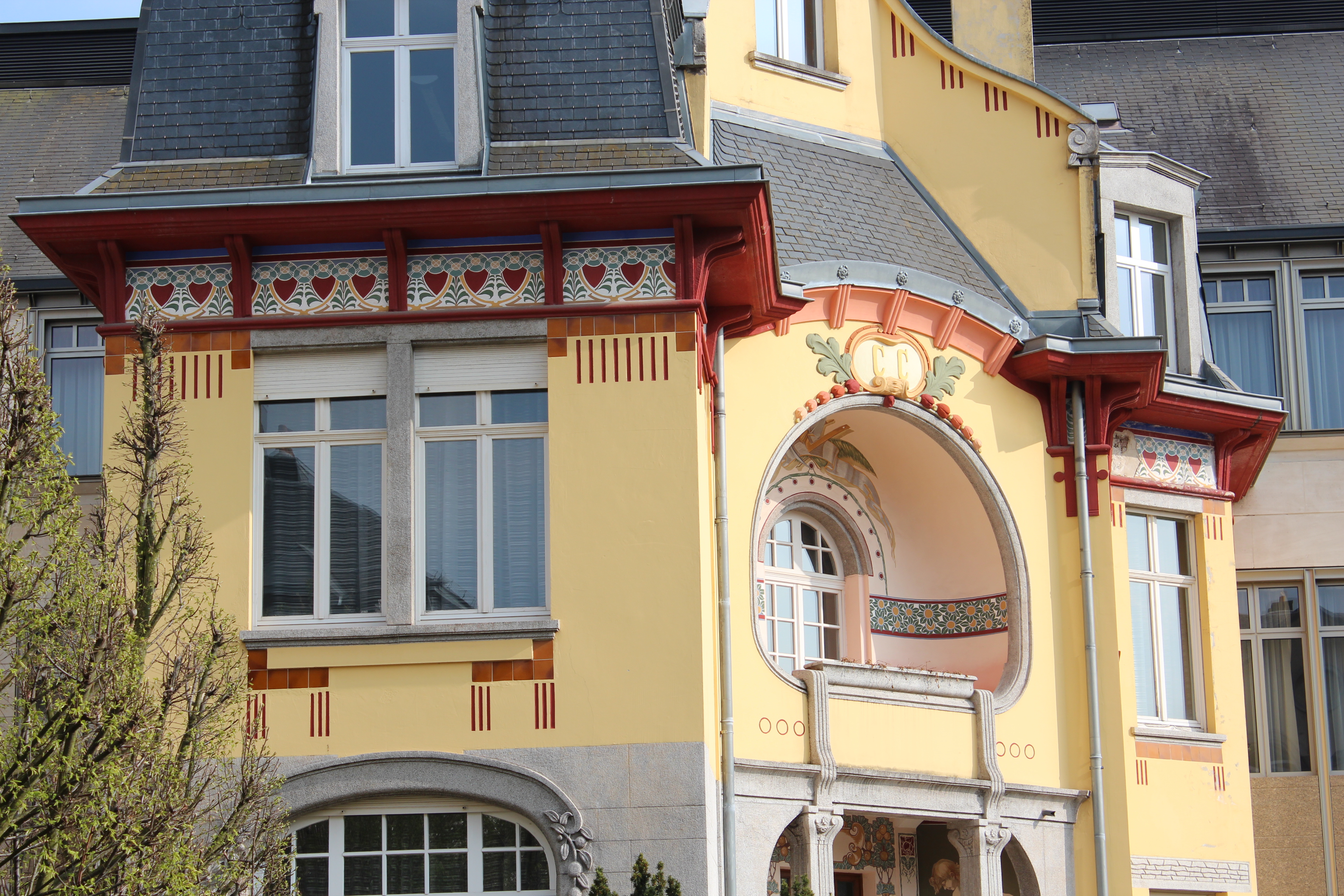